# Fussballclub Schaffhausen 2022-2023
Questa voce raccoglie le informazioni riguardanti il Fussballclub Schaffhausen nelle competizioni ufficiali della stagione 2022-2023.

## Stagione
Nella stagione 2022-2023 lo Sciaffusa, allenato da Hakan Yakın, André Meier e Selcuk Sasivari, concluse il campionato di Challenge League al 7º posto. In Coppa Svizzera lo Sciaffusa fu eliminato agli ottavi di finale dal Rotkreuz.

## Rosa
| N. |                               | Ruolo | Calciatore         |
| -- | ----------------------------- | ----- | ------------------ |
| 1  | Svizzera (bandiera)           | P     | Francesco Ruberto  |
| 3  | Svizzera (bandiera)           | D     | Louis Lurvink      |
| 4  | Perù (bandiera)               | D     | Jean-Pierre Rhyner |
| 5  | Svizzera (bandiera)           | D     | Serge Müller       |
| 6  | Turchia (bandiera)            | C     | Harun Alpsoy       |
| 7  | Brasile (bandiera)            | A     | Patrick Luan       |
| 8  | Uruguay (bandiera)            | C     | Agustín González   |
| 9  | Macedonia del Nord (bandiera) | C     | Amel Rustemoski    |
| 10 | Francia (bandiera)            | C     | Yassin Maouche     |
| 11 | Germania (bandiera)           | C     | Robin Kalem        |
| 12 | Ucraina (bandiera)            | P     | Ruslan Usenko      |
| 13 | Uruguay (bandiera)            | D     | Guillermo Padula   |
| 15 | Albania (bandiera)            | D     | Bujar Lika         |
| 17 | Svizzera (bandiera)           | A     | Luka Sliskovic     |
| 19 | Spagna (bandiera)             | A     | Javi Navarro       |

| N. |                           | Ruolo | Calciatore        |
| -- | ------------------------- | ----- | ----------------- |
| 20 | Svizzera (bandiera)       | C     | Simone Stroscio   |
| 22 | Svizzera (bandiera)       | C     | Orges Bunjaku     |
| 23 | Svizzera (bandiera)       | C     | Leonit Sahitaj    |
| 27 | Kosovo (bandiera)         | D     | Jetmir Krasniqi   |
| 30 | Costa d'Avorio (bandiera) | P     | Kader Abubakar    |
| 32 | Paraguay (bandiera)       | A     | Raúl Bobadilla    |
| 34 | Kosovo (bandiera)         | C     | Valon Hamdiu      |
| 40 | Svizzera (bandiera)       | P     | Kilian Manera     |
| 45 | Svizzera (bandiera)       | C     | Luka Stević       |
| 64 | Svizzera (bandiera)       | C     | Miro Soldo        |
| 77 | Svizzera (bandiera)       | A     | Willy Vogt        |
| 80 | Svizzera (bandiera)       | C     | Ardhurim Rrustemi |
| 90 | Senegal (bandiera)        | C     | Sangoné Sarr      |
| 91 | Svizzera (bandiera)       | C     | Davide Mariani    |
| 96 | Svizzera (bandiera)       | C     | Luca Spina        |

## Organigramma societario
Area tecnica
- Allenatore: André Meier, Hakan Yakın, Selcuk Sasivari
- Allenatore in seconda:
- Preparatore dei portieri: Paolo Cesari
- Preparatori atletici: Harun Gülen

## Calciomercato

### Sessione estiva
| Acquisti | Acquisti           | Acquisti          | Acquisti |
| R.       | Nome               | da                | Modalità |
| -------- | ------------------ | ----------------- | -------- |
| A        | Luka Sliskovic     | Magdeburgo        |          |
| C        | Vladislav Cherny   | Arminia Bielefeld |          |
| P        | Kilian Manera      | Losanna U21       |          |
| A        | Patrick Luan       | Sion              |          |
| A        | Leonardo Uka       | Grasshoppers      |          |
| D        | Jean-Pierre Rhyner | Volo              |          |

| Cessioni | Cessioni            | Cessioni        | Cessioni |
| R.       | Nome                | a               | Modalità |
| -------- | ------------------- | --------------- | -------- |
| A        | Leonardo Uka        | Grasshoppers    |          |
| C        | Uran Bislimi        | Lugano          |          |
| P        | Dario Marzino       | Young Boys      |          |
| A        | Yvan Alounga        | Lucerna         |          |
| A        | Joaquín Ardaiz      | Lucerna         |          |
| A        | Danilo Del Toro     | Xamax Neuchâtel |          |
| C        | Nikola Gjorgjev     | Aarau           |          |
| P        | Matthias Grob       | Winterthur II   |          |
| C        | Drilon Kastrati     | Ararat          |          |
| D        | Mirza Mujčić        | Xamax Neuchâtel |          |
| D        | Guillermo Padula    | Bellinzona      |          |
| C        | Francisco Rodríguez | Winterthur      |          |
| C        | Siriky Sanogo       | Benevento       |          |
| A        | Veljko Vukasinovic  | SW Bregenz      |          |

### Sessione invernale
| Acquisti | Acquisti        | Acquisti        | Acquisti |
| R.       | Nome            | da              | Modalità |
| -------- | --------------- | --------------- | -------- |
| C        | Simone Stroscio | Grasshoppers    |          |
| A        | Javi Navarro    | San Fernando CD |          |
| C        | Harun Alpsoy    | Bodrumspor      |          |
| C        | Orges Bunjaku   | Grenoble        |          |

| Cessioni | Cessioni         | Cessioni    | Cessioni |
| R.       | Nome             | a           | Modalità |
| -------- | ---------------- | ----------- | -------- |
| C        | Vladislav Cherny | Wiedenbrück |          |
| C        | Axel Müller      | Albion      |          |

## Risultati

### Challenge League

#### Prima fase, girone di andata
| Arbitro: | von Mandach |

|               |           |  |
| Bobadilla 45’ | Marcatori |  |

| Arbitro: | Kanagasingam |

|                                                       |           |               |
| Sanches 11’ Labeau 24’, 75’ Koyalipou 78’ (rig.), 90’ | Marcatori | 21’ Bobadilla |

| Arbitro: | San |

|                         |           |  |
| González 57’ Cherny 84’ | Marcatori |  |

| Arbitro: | von Mandach |

|  |           |               |
|  | Marcatori | 29’ Lukembila |

| Arbitro: | Kanagasingam |

|  |           |                            |
|  | Marcatori | 23’ González 82’ Bobadilla |

| Arbitro: | Thies |

|                   |           |                       |
| Müller 13’ (rig.) | Marcatori | 47’ Vishi 62’ Hautier |

| Arbitro: | Bieri |

|           |           |                  |
| Çiçek 24’ | Marcatori | 74’ (aut.) Gajić |

| Arbitro: | Turkes |

|  |           |                     |
|  | Marcatori | 23’ Conus 90’ Tasar |

| Arbitro: | Kanagasingam |

|             |           |                                     |
| Pollero 83’ | Marcatori | 63’ (rig.) Müller 73’ Luan 90’ Vogt |

#### Prima fase, girone di ritorno
| Arbitro: | Qovanaj |

|                        |           |                            |
| Bobadilla 35’ Lika 43’ | Marcatori | 77’ Đokić 82’ (rig.) Hadzi |

| Arbitro: | Dedukic |

|                                    |           |  |
| Berdayes 21’ Hautier 31’ Vishi 53’ | Marcatori |  |

| Arbitro: | Horisberger |

|          |           |               |
| Saiz 50’ | Marcatori | 79’ Bobadilla |

| Arbitro: | Odiet |

|  |           |                    |
|  | Marcatori | 40’ Danho 74’ Okou |

| Arbitro: | Schmölzer |

|                                                     |           |                                         |
| Reichmuth 29’ Lukembila 73’ Silvio 83’ Montolio 89’ | Marcatori | 65’ (rig.) Müller 78’ Hamdiu 82’ Stević |

| Sciaffusa 4 novembre 2022, ore 20:15 CET 15ª giornata | Sciaffusa | 0 – 0 referto | Losanna | wefox Arena (1 020 spett.)\| Arbitro: \| Gianforte \| |
| Arbitro:                                              | Gianforte |               |         |                                                       |

| Arbitro: | Thies |

|                        |           |              |
| Bertone 54’ Ndongo 62’ | Marcatori | 83’ González |

| Arbitro: | Bieri |

|                  |           |  |
| Gashi 45’ (rig.) | Marcatori |  |

| Arbitro: | Kanagasingam |

|               |           |  |
| Bobadilla 22’ | Marcatori |  |

#### Seconda fase, girone di andata
| Arbitro: | Kanagasingam |

|              |           |           |
| Bakayoko 49’ | Marcatori | 43’ Kalem |

| Arbitro: | Jaussi |

|          |           |  |
| Vogt 90’ | Marcatori |  |

| Arbitro: | Gianforte |

|  |           |                  |
|  | Marcatori | 10’, 63’ Navarro |

| Arbitro: | Odiet |

|                                 |           |               |
| Bobadilla 28’ Müller 68’ (rig.) | Marcatori | 9’, 43’ Vladi |

| Arbitro: | Jaussi |

|  |           |                                                       |
|  | Marcatori | 5’ (rig.) Müller 38’ Navarro 39’ Bobadilla 44’ Hamdiu |

| Arbitro: | Gianforte |

|  |           |                                                          |
|  | Marcatori | 5’ Hefti 6’ Kyeremateng 15’ Santos 71’ Dähler 85’ Rüdlin |

| Arbitro: | von Mandach |

|                   |           |                      |
| Müller 90’ (rig.) | Marcatori | 45’ Brown 77’ Labeau |

| Arbitro: | Drmic |

|                        |           |  |
| Beyer 6’ Rodrigues 66’ | Marcatori |  |

| Arbitro: | von Mandach |

|                                                     |           |          |
| González 19’ Navarro 35’ Müller 38’ (rig.) Vogt 70’ | Marcatori | 26’ Muci |

#### Seconda fase, girone di ritorno
| Arbitro: | Huwiler |

|              |           |                                         |
| Rastoder 78’ | Marcatori | 24’, 53’ Vogt 27’ Bobadilla 76’ Navarro |

| Arbitro: | Turkes |

|                                          |           |                                                     |
| Padula 14’ Mariani 32’ Müller 38’ (rig.) | Marcatori | 25’ (rig.) Kabacalman 50’ Beyer 78’ Ninte 82’ Vishi |

| Arbitro: | Kanagasingam |

|                        |           |               |
| Muci 13’, 34’ Ndau 76’ | Marcatori | 64’ Bobadilla |

| Arbitro: | Huwiler |

|           |           |               |
| Brown 63’ | Marcatori | 47’ Bobadilla |

| Arbitro: | von Mandach |

|                       |           |                  |
| Kalem 67’ Mariani 88’ | Marcatori | 52’ (rig.) Souza |

| Arbitro: | Drmic |

|                               |           |                                               |
| Hajrulahu 15’ (aut.) Vogt 28’ | Marcatori | 7’ Ajdini 29’ Okou 58’ Mulaj 72’ (rig.) Qarri |

| Arbitro: | Turkes |

|                         |           |  |
| Hunziker 25’ Fazliu 33’ | Marcatori |  |

| Arbitro: | Tschudi |

|          |           |          |
| Luan 14’ | Marcatori | 34’ Aliu |

| Arbitro: | Thies |

|                            |           |                               |
| Santos 16’ Kyeremateng 68’ | Marcatori | 48’ Luan 55’ Bunjaku 75’ Vogt |

### Coppa Svizzera
| Arbitro: | Grundbacher |

|               |           |                                                  |
| Camenzind 30’ | Marcatori | 8’ Stević 22’ Müller 28’ Uka 69’ Vogt 88’ Müller |

| Arbitro: | Fähndrich |

|                                              |           |          |
| Bobadilla 17’, 20’ Lurvink 45’ Sliskovic 90’ | Marcatori | 1’ Beyer |

| Arbitro: | Turkes |

|                       |           |           |
| Guto 84’ Krasniqi 90’ | Marcatori | 29’ Kalem |

## Statistiche

### Statistiche di squadra
| Competizione     | Punti | In casa | In casa | In casa | In casa | In casa | In casa | In trasferta | In trasferta | In trasferta | In trasferta | In trasferta | In trasferta | Totale | Totale | Totale | Totale | Totale | Totale | DR |
| Competizione     | Punti | G       | V       | N       | P       | Gf      | Gs      | G            | V            | N            | P            | Gf           | Gs           | G      | V      | N      | P      | Gf     | Gs     | DR |
| ---------------- | ----- | ------- | ------- | ------- | ------- | ------- | ------- | ------------ | ------------ | ------------ | ------------ | ------------ | ------------ | ------ | ------ | ------ | ------ | ------ | ------ | -- |
| Challenge League | 44    | 18      | 6       | 4       | 8       | 23      | 29      | 18           | 6            | 4            | 8            | 28           | 30           | 36     | 12     | 8      | 16     | 51     | 59     | -8 |
| Coppa Svizzera   | -     | 1       | 1       | 0       | 0       | 4       | 1       | 2            | 1            | 0            | 1            | 6            | 3            | 3      | 2      | 0      | 1      | 10     | 4      | +6 |
| Totale           | 44    | 19      | 7       | 4       | 8       | 27      | 30      | 20           | 7            | 4            | 9            | 34           | 33           | 39     | 14     | 8      | 17     | 61     | 63     | -2 |

### Andamento in campionato
| Giornata  | 1 | 2 | 3 | 4 | 5 | 6 | 7 | 8 | 9 | 10 | 11 | 12 | 13 | 14 | 15 | 16 | 17 | 18 | 19 | 20 | 21 | 22 | 23 | 24 | 25 | 26 | 27 | 28 | 29 | 30 | 31 | 32 | 33 | 34 | 35 | 36 |
| --------- | - | - | - | - | - | - | - | - | - | -- | -- | -- | -- | -- | -- | -- | -- | -- | -- | -- | -- | -- | -- | -- | -- | -- | -- | -- | -- | -- | -- | -- | -- | -- | -- | -- |
| Luogo     | C | T | C | C | T | C | T | C | T | C  | T  | T  | C  | T  | C  | T  | T  | C  | T  | C  | T  | C  | T  | C  | C  | T  | C  | T  | C  | T  | T  | C  | C  | T  | C  | T  |
| Risultato | V | P | V | P | V | P | N | P | V | N  | P  | N  | P  | P  | N  | P  | P  | V  | N  | V  | V  | N  | V  | P  | P  | P  | V  | V  | P  | P  | N  | V  | P  | P  | N  | V  |
| Posizione | 3 | 7 | 5 | 6 | 4 | 6 | 7 | 8 | 7 | 6  | 8  | 7  | 7  | 8  | 7  | 8  | 9  | 8  | 8  | 7  | 7  | 7  | 7  | 7  | 7  | 7  | 7  | 7  | 7  | 7  | 7  | 7  | 7  | 7  | 7  | 7  |

Legenda:

Luogo: C = Casa; T = Trasferta. Risultato: V = Vittoria; N = Pareggio; P = Sconfitta.

### Statistiche dei giocatori
| Giocatore      | Challenge League | Challenge League | Challenge League | Challenge League | Coppa Svizzera | Coppa Svizzera | Coppa Svizzera | Coppa Svizzera | Totale   | Totale | Totale      | Totale     |
| Giocatore      | Presenze         | Reti             | Ammonizioni      | Espulsioni       | Presenze       | Reti           | Ammonizioni    | Espulsioni     | Presenze | Reti   | Ammonizioni | Espulsioni |
| -------------- | ---------------- | ---------------- | ---------------- | ---------------- | -------------- | -------------- | -------------- | -------------- | -------- | ------ | ----------- | ---------- |
| K. Abubakar    | 1                | 0                | 0                | 0                | 0              | 0              | 0              | 0              | 1        | 0      | 0           | 0          |
| Y. Alounga     | 0                | 0                | 0                | 0                | 0              | 0              | 0              | 0              | 0        | 0      | 0           | 0          |
| H. Alpsoy      | 16               | 0                | 2                | 0                | 0              | 0              | 0              | 0              | 16       | 0      | 2           | 0          |
| J. Ardaiz      | 0                | 0                | 0                | 0                | 0              | 0              | 0              | 0              | 0        | 0      | 0           | 0          |
| F. Bauer       | 0                | 0                | 0                | 0                | 0              | 0              | 0              | 0              | 0        | 0      | 0           | 0          |
| U. Bislimi     | 1                | 0                | 0                | 0                | 0              | 0              | 0              | 0              | 1        | 0      | 0           | 0          |
| R. Bobadilla   | 27               | 11               | 8                | 0                | 2              | 2              | 0              | 0              | 29       | 13     | 8           | 0          |
| O. Bunjaku     | 10               | 1                | 1                | 0                | 0              | 0              | 0              | 0              | 10       | 1      | 1           | 0          |
| V. Cherny      | 9                | 1                | 1                | 0                | 3              | 0              | 0              | 0              | 12       | 1      | 1           | 0          |
| D. Del Toro    | 0                | 0                | 0                | 0                | 0              | 0              | 0              | 0              | 0        | 0      | 0           | 0          |
| N. Gjorgjev    | 0                | 0                | 0                | 0                | 0              | 0              | 0              | 0              | 0        | 0      | 0           | 0          |
| A. González    | 23               | 4                | 4                | 0                | 2              | 0              | 0              | 0              | 25       | 4      | 4           | 0          |
| M. Grob        | 0                | 0                | 0                | 0                | 0              | 0              | 0              | 0              | 0        | 0      | 0           | 0          |
| V. Hamdiu      | 29               | 2                | 9                | 1                | 2              | 0              | 1              | 0              | 31       | 2      | 10          | 1          |
| R. Kalem       | 28               | 2                | 3                | 0                | 2              | 1              | 0              | 0              | 30       | 3      | 3           | 0          |
| D. Kastrati    | 0                | 0                | 0                | 0                | 0              | 0              | 0              | 0              | 0        | 0      | 0           | 0          |
| J. Krasniqi    | 29               | 0                | 7                | 0                | 2              | 0              | 0              | 0              | 31       | 0      | 7           | 0          |
| B. Lika        | 32               | 1                | 9                | 1                | 3              | 0              | 1              | 0              | 35       | 1      | 10          | 1          |
| P. Luan        | 24               | 3                | 4                | 0                | 2              | 0              | 1              | 0              | 26       | 3      | 5           | 0          |
| L. Lurvink     | 30               | 0                | 4                | 0                | 3              | 1              | 1              | 0              | 33       | 1      | 5           | 0          |
| K. Manera      | 2                | 0                | 0                | 0                | 1              | 0              | 0              | 0              | 3        | 0      | 0           | 0          |
| Y. Maouche     | 14               | 0                | 0                | 1                | 3              | 0              | 1              | 0              | 17       | 0      | 1           | 1          |
| D. Mariani     | 16               | 2                | 1                | 0                | 0              | 0              | 0              | 0              | 16       | 2      | 1           | 0          |
| D. Marzino     | 0                | 0                | 0                | 0                | 0              | 0              | 0              | 0              | 0        | 0      | 0           | 0          |
| M. Mujčić      | 0                | 0                | 0                | 0                | 0              | 0              | 0              | 0              | 0        | 0      | 0           | 0          |
| A. Müller      | 14               | 0                | 2                | 0                | 3              | 1              | 0              | 0              | 17       | 1      | 2           | 0          |
| S. Müller      | 35               | 8                | 2                | 0                | 3              | 1              | 0              | 0              | 38       | 9      | 2           | 0          |
| J. Navarro     | 9                | 5                | 2                | 1                | 0              | 0              | 0              | 0              | 9        | 5      | 2           | 1          |
| G. Padula      | 12               | 1                | 2                | 0                | 0              | 0              | 0              | 0              | 12       | 1      | 2           | 0          |
| P. Paulinho    | 0                | 0                | 0                | 0                | 0              | 0              | 0              | 0              | 0        | 0      | 0           | 0          |
| J. Rhyner      | 24               | 0                | 10               | 0                | 1              | 0              | 0              | 0              | 25       | 0      | 10          | 0          |
| F. Rodríguez   | 0                | 0                | 0                | 0                | 0              | 0              | 0              | 0              | 0        | 0      | 0           | 0          |
| A. Rrustemi    | 0                | 0                | 0                | 0                | 0              | 0              | 0              | 0              | 0        | 0      | 0           | 0          |
| F. Ruberto     | 34               | 0                | 1                | 0                | 2              | 0              | 0              | 0              | 36       | 0      | 1           | 0          |
| A. Rustemoski  | 13               | 0                | 0                | 0                | 1              | 0              | 0              | 0              | 14       | 0      | 0           | 0          |
| L. Sahitaj     | 1                | 0                | 0                | 0                | 0              | 0              | 0              | 0              | 1        | 0      | 0           | 0          |
| S. Sanogo      | 0                | 0                | 0                | 0                | 0              | 0              | 0              | 0              | 0        | 0      | 0           | 0          |
| S. Sarr        | 4                | 0                | 1                | 0                | 1              | 0              | 1              | 0              | 5        | 0      | 2           | 0          |
| L. Sliskovic   | 18               | 0                | 1                | 0                | 2              | 1              | 0              | 0              | 20       | 1      | 1           | 0          |
| M. Soldo       | 18               | 0                | 2                | 0                | 3              | 0              | 0              | 0              | 21       | 0      | 2           | 0          |
| L. Spina       | 4                | 0                | 0                | 0                | 0              | 0              | 0              | 0              | 4        | 0      | 0           | 0          |
| L. Stević      | 26               | 1                | 7                | 1                | 3              | 1              | 1              | 0              | 29       | 2      | 8           | 1          |
| S. Stroscio    | 10               | 0                | 4                | 0                | 0              | 0              | 0              | 0              | 10       | 0      | 4           | 0          |
| L. Uka         | 7                | 0                | 0                | 0                | 1              | 1              | 1              | 0              | 8        | 1      | 1           | 0          |
| R. Usenko      | 0                | 0                | 0                | 0                | 0              | 0              | 0              | 0              | 0        | 0      | 0           | 0          |
| W. Vogt        | 28               | 7                | 2                | 0                | 2              | 1              | 0              | 0              | 30       | 8      | 2           | 0          |
| V. Vukasinovic | 0                | 0                | 0                | 0                | 0              | 0              | 0              | 0              | 0        | 0      | 0           | 0          |